# Медунянин, Харис
Ха́рис Меду́нянин (босн. Haris Medunjanin; 8 марта 1985, Сараево, СФРЮ) — боснийский футболист, полузащитник. Выступал в сборной Боснии и Герцеговины. Помимо боснийского гражданства, имеет также нидерландское подданство, выступал за молодёжную сборную Нидерландов, в составе которой выиграл молодёжные чемпионаты Европы 2006 и 2007 годов.

## Карьера

### Клубная
Родившийся в Сараеве Медунянин переехал с матерью и сестрой в Нидерланды в 1992 году, его отец остался на родине и погиб во время Боснийской войны.
Медунянин начал профессиональную карьеру в АЗ, но за три года не смог закрепиться в команде. В сезоне 2006/07 он был отдан в аренду «Спарте» и стал основным игроком роттердамской команды, сыграв 32 матча и забив в них 7 мячей.
После ещё одного невразумительного сезона в Алкмаре Харис Медунянин перебрался в испанский «Реал Вальядолид» в августе 2008 года, где поначалу также не мог завоевать доверие тренеров и сыграл всего в 18 матчах. В сезоне 2009/10 Медунянин играл уже чаще, но редко появлялся в основном составе: все свои 5 мячей Харис забил, выходя на замену в конце матчей. «Вальядолид» по итогам чемпионата вылетел в Сегунду, и Медунянин был продан за 2 млн евро в израильский клуб «Маккаби» из Тель-Авива. Дебютировал в новой команде 15 июля 2010 года в матче второго квалификационного раунда Лиги Европы 2010/11 против черногорского «Могрена». Медунянин забил гол на 52-й минуте встречи.
31 января 2017 года Медунянин перешёл в клуб MLS «Филадельфия Юнион», подписав двухлетний контракт с опцией продления на третий. В американской лиге дебютировал 5 марта в матче стартового тура сезона 2017 против «Ванкувер Уайткэпс». 13 мая в матче против «Ди Си Юнайтед» забил свой первый гол в MLS, а также отдал две голевые передачи. По итогам сезона 2017 он стал лучшим ассистентом «Юниона» с 12 результативными передачами и был признан болельщиками клуба игроком года. 5 июля 2018 года «Юнион» задействовал опцию продления контракта Медунянина на сезон 2019. По окончании сезона 2019 «Филадельфия Юнион» не стал предлагать Медунянину новый контракт.
25 ноября 2019 года на драфте отказов MLS Медунянин был выбран клубом «Цинциннати». Клуб подписал с ним контракт 5 декабря. За «Цинциннати» он дебютировал 1 марта 2020 года в матче стартового тура сезона против «Нью-Йорк Ред Буллз». В матче против «Ред Буллз» 19 сентября забил свой первый гол за «Цинциннати», отправив мяч в ворота прямым ударом с углового. По окончании сезона 2021 срок контракта Медунянина с «Цинциннати» истёк, но 19 января 2022 года клуб переподписал игрока на сезон 2022 с опцией продления на сезон 2023. 4 августа Медунянин и «Цинциннати» пришли к соглашению о расторжении контракта, чтобы дать ему возможность быть ближе к своей семье. Свой последний матч за «Цинциннати» он сыграл 6 августа против «Филадельфии».
9 августа 2022 года Медунянин подписал однолетний контракт с клубом Первого дивизиона Нидерландов ПЕК Зволле.

### В сборной
Медунянин входил в заявку молодёжной сборной Нидерландов на победных чемпионатах Европы 2006 и 2007 годов.
В одном из своих интервью в 2009 году Медунянин высказал желание играть за сборную Боснии и Герцеговины. В августе того же года он направил в ФИФА официальное письмо с просьбой о смене футбольного гражданства, а уже 31 октября был вызван главным тренером боснийской сборной Мирославом Блажевичем на стыковые матчи. Харис Медунянин вышел с первых минут во втором стыковом матче против сборной Португалии. На «Билином поле» боснийцы уступили 0:1 и не смогли пробиться в финальную часть чемпионата мира 2010 года.
Регулярно играл за сборную в отборочных матчах ЧЕ-2012, забил 3 гола.

## Достижения
Сборная Нидерландов (мол.)
- Чемпион Европы среди молодёжных команд: 2006, 2007